# Hora (dança)
Hora é uma dança de origem romena e moldava e também a dança nacional de Israel.